# بریستول ۴۱۲
بریستول ۴۱۲ (به انگلیسی: Bristol 412) خودرویی است که در سال‌های ۱۹۷۵-۱۹۹۳ تولید شده‌است.
این خودرو در کلاس خودرو با سقف جمع‌شونده قرار گرفته، طراحی آن خودروهای موتور جلو-محور عقب بوده است.